# Pornografia feminista
La pornografia feminista és un gènere de cinema desenvolupat per o per a aquells que es dediquen, en l'àmbit del cinema, a la igualtat de gènere. Va ser creat amb el propòsit d'encoratjar les persones en la seva recerca de la llibertat a través de la sexualitat, la igualtat i el plaer.

## Rerefons

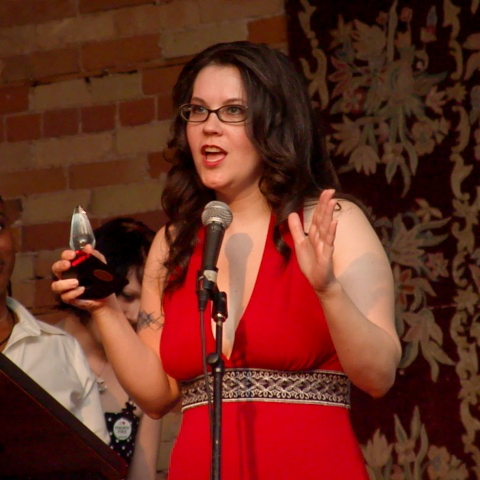
Tristan Taormino amb un Feminist Porn Award pel seu treball Chemistry (2007)

Les feministes han debatut la pornografia des dels inicis del moviment. El debat va ser especialment vehement durant les guerres sexuals feministes de la dècada de 1980, que és quan es va originar el porno feminista. Va adquirir impuls a la dècada del 2000 a causa dels Feminist Porn Awards, creats per Good For Her a Toronto el 2006. Aquests premis difonen la consciència entre un públic més ampli, una exposició addicional als mitjans i ajuda per unir una comunitat de cineastes, intèrprets i fans. Moltes feministes de la tercera onada estan obertes a buscar la llibertat i els drets d'igualtat sexual mitjançant la incorporació a la força de treball de l'entreteniment per a adults. No obstant això, moltes feministes de la segona onada creuen que l'opressió i/o l'objectivació sexual de les dones és inherent a tota la pornografia que les involucra. El conflicte entre les dues onades provoca moltes lluites entre aquestes diferents visions feministes de la pornografia.
Tristan Taormino, que és educadora sexual, pornògrafa feminista i coeditora de The Feminist Porn Book, defineix la pornografia feminista com a dedicada a la igualtat de gènere i la justícia social. Segons ella, la pornografia feminista és porno que es produeix de manera justa, on els intèrprets reben un salari raonable i es tracten amb cura i estima, el seu consentiment, seguretat i benestar són vitals i s'agraeix el que aporten a la producció. El porno feminista pretén desafiar les idees sobre el desig, la bellesa, la gratificació i el poder mitjançant representacions, estètiques i estils de cinema no convencionals. L'objectiu general del porno feminista és empoderar els intèrprets que el produeixen i les persones que el veuen.

## Discussió

### Orígens teòrics (c. 1975–1983)
Des de mitjans de la dècada de 1970 fins a 1983, va ser principalment una discussió teòrica entre les feministes (i també alguns homes feministes) si era possible fer porno feminista. Algunes feministes, més tard conegudes com a feministes sexualment positives, van argumentar que sí, però que encara s'havia de trobar la fórmula, de vegades fent un esbós aproximat de com hauria de ser o com seria (per exemple, la trama d'Ann Garry el 1983).  D'altres van dir que podria ser possible, però encara no n'havien vist cap exemple (1981). Un tercer grup, les feministes anti-porno, van mantenir al llarg dels anys vuitanta que en principi era impossible, perquè "la pornografia feminista és una contradicció de termes" o "un oxímoron " i que allò que fos feminista, però amb aparença pornogràfica, s'hauria d'anomenar " eròtica " La feminista, Gloria Steinem, va parlar de com la pornografia promou dinàmiques de poder desiguals, mentre que l'eròtica representa el sexe com una expressió positiva de la sexualitat. Encara que alguns d'ells, com Andrea Dworkin, van afirmar que fins i tot l'"eròtica" s'assemblava massa a la pornografia per ser considerada feminista. 
La majoria dels debats feministes sobre pornografia van ser iniciats per esdeveniments com la presentació el 1976 de la pel·lícula Snuff, en què es mostrava una dona mutilada per a la satisfacció sexual del públic. Dues de les primeres feministes estatunidenques que van suggerir el desenvolupament de la pornografia feminista van ser Deb Friedman i Lois Yankowski (membres de l'Feminist Alliance Against Rape) en un article de 1976 a Quest: A Feminist Quarterly. Al·legant que l'opressió i la violència contra les dones retratades a la pornografia havien anat massa lluny (citant la recent controvèrsia al voltant de Snuff), però tenint en compte que la censura pot no ser la tàctica adequada per fer-hi front, van escriure:
L'assaig de Friedman-Yankowski es va fer molt popular i es va reeditar repetidament. D'altra banda, creient erròniament que les escenes de tortura erotitzada eren reals, Andrea Dworkin va organitzar vetlles nocturnes als llocs on es projectava la pel·lícula. Es va convertir en la principal teòrica de la campanya anti-pornografia dels EUA. Feministes conegudes, com Susan Brownmiller i Gloria Steinem, es van unir a ella per establir el grup de campanya Women Against Pornography. La campanya anti-porno es va intensificar amb les marxes Take Back the Night per llocs com Times Square, que contenien llibreries "per a adults", sales de massatges (un eufemisme per a un prostíbul) i clubs de striptease. Dworkin i altres feministes van organitzar conferències i visites guiades, mostrant presentacions de diapositives amb pornografia de sexe dur i suau als grups de conscienciació de dones.

### Auge de la pornografia feminista (1984-1990)

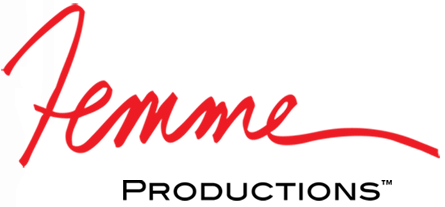
Femme Productions va ser fundada per Candida Royalle el 1984.

Als Estats Units, la producció de pornografia explícitament feminista va començar el 1984, iniciada per dos grups formats de manera independent. Insatisfeta amb treballar en el porno tradicional centrat en homes, Candida Royalle va fundar el seu propi estudi de cinema per a adults Femme Productions i va contractar intèrprets del grup de suport d'actrius porno 'Club 90', que es va originar el 1983 quan van començar a parlar informalment sobre què volien canviar en la indústria. Per separat, com a reacció a l'Ordenança Dworkin-MacKinnon de 1983, les feministes lesbianes van fundar la revista sexual lesbiana On Our Backs. Això va ser en reacció a la revista feminista off our backs, que havia estat fent campanya per prohibir el porno els anys anteriors. On Our Backs va començar a produir vídeos eròtics l'any següent sota el lideratge de Susie Bright. Altres, inclosa Annie Sprinkle, van seguir els anys posteriors, i el 1990 es va poder distingir un petit grup de pornògrafes feministes, algunes d'elles unides al Club 90 de Manhattan. Entre 1984 i 1990, les feministes pro-pornografia van afirmar que aquestes directores i productores havien fet realitat la pornografia feminista, fent referència cada cop més a les seves obres com a exemples. Les feministes anti-pornografia es van mantenir inflexibles en la seva oposició, al·legant que aquestes produccions encara seguien els patrons del porno "mainstream" o "dominat per homes", o bé que eren eròtics, un gènere legítim que estava separat de la pornografia.

### La pornografia feminista als inicis dels 2000
A la dècada de 1990 i principis de la dècada de 2000, moltes feministes van percebre Dworkin i les seves perspectives anti-porno com excessivament polaritzades i anti-sexe. Les feministes continuen debatent fins a quin punt la pornografia és perjudicial per a les dones. Algunes feministes han posat èmfasi en la manera com el cibersexe anima els seus participants a jugar amb la identitat, ja que els usuaris són capaços d'assumir característiques diverses (per exemple, gènere, edat, sexualitat, raça i exterior físic). Assenyalen una sèrie d'altres beneficis de les noves tecnologies, com ara un millor accés a l'educació sexual i el sexe "segur", i les oportunitats per a les dones i les minories per establir contactes i fabricar i assignar les seves pròpies representacions.
Mireille Miller-Young va investigar la indústria del porno entre 2003 i 2013. A més, Miller-Young també va entrevistar una gran quantitat d'intèrprets i es va trobar amb diversos aspectes positius de la pornografia en la vida de les dones. Segons Miller-Young, "Per a alguns intèrprets, la pornografia és un camí cap a la universitat i sortir de la pobresa. Per a altres, és una oportunitat per fer una declaració sobre el plaer femení."

## Característiques
És menys probable que es filmi pornografia feminista a causa de la manca de demanda del públic, ja que la majoria dels espectadors de pornografia són homes. L'abast de la indústria de l'entreteniment per a adults depèn de les preferències de la majoria dels seus espectadors, la qual cosa crea la necessitat que les actrius femenines siguin joves i obertament sexualitzades. L'augment d'aquests mitjans de producció massiva convencionals posa en desavantatge tant les actrius com les productores de pornografia feminista. Algunes idees errònies de la pornografia feminista que s'afegeixen al seu desavantatge són que només és per a dones queer, "vainilla" i "misàndriques". Quan treballava en projectes de pornografia feminista, Ingrid Ryberg, productora de pornografia feminista, va voler assegurar-se d'abordar aquests estereotips, alhora que es mantenia en l'àmbit de la pornografia feminista. Alguns productors, com Tristan Taormino, aborden això mantenint-se allunyats dels tòpics estereotipats i convencionals, com ara els "cum shots", tot respectant l'expressió del sexe més dur. L'augment de les apropiacions a la pantalla, com ara articles com un dildo amb corretja utilitzat per i per al plaer de les dones durant les relacions sexuals, ha permès més independència per a les dones dins de la indústria. Annie Sprinkle és un exemple de dona que opta per participar en moltes formes de pornografia feminista per contrarestar-se a la pornografia tradicional patriarcal. Pel·lícules en què les estrelles de Sprinkle mostren escenes d'ella tenint orgasmes en comptes dels seus companys masculins a la pantalla.
La directora i escriptora Ms. Naughty, diu que "el porno feminista busca recuperar el paisatge dels mitjans sexualment explícits, oferint una manera més positiva i inclusiva de representar i mirar el sexe". Segons Tristan Taormino, "el porno feminista respon a les imatges dominants amb altres alternatives i crea la seva pròpia iconografia".
El que diferencia el porno feminista del porno convencional són les seves intencions. La pornografia convencional està feta per al consum massiu, el benefici i l'excitació; mentre que la pornografia feminista també està feta per excitar-se i obtenir beneficis, però també per crear contingut que mostri intencionadament independència, plaer genuí i desafiament als convencionalismes principals, com ara la bellesa i els rols de gènere. Una manera de conceptualitzar aquestes diferències és mitjançant la definició de l'objectivació sexual i l'independència sexual.
Algunes actrius pornogràfiques com Nina Hartley, Ovidie, i Madison Young també es consideren sexualment feministes pro-sex, i afirmen que no es veuen a si mateixes com a víctimes del sexisme. Defensen la seva decisió d'actuar en pornografia com a lliure elecció i argumenten que gran part del que fan davant la càmera és una expressió de la seva sexualitat. També s'ha assenyalat que en la pornografia, les dones en general guanyen més que els seus homòlegs masculins. Hartley és actiu en el moviment dels drets de les treballadores sexuals.

## Festivals i premis
Des de 2006, els Feminist Porn Awards (en català: Premis de pornografia feminista) s'han celebrat anualment a Toronto, patrocinats pel negoci local feminista de joguines sexuals, Good for Her. Els premis s'atorguen en diverses categories i tenen tres criteris rectors:
1. Una dona ha d'haver col·laborat en la producció, redacció, direcció, etc. de l'obra.
2. Representa el plaer femení genuí.
3. Amplia els límits de la representació sexual a les pel·lícules i desafia els estereotips que sovint es troben al porno convencional.

No obstant això, els Premis pornografia feminista no s'han celebrat des del 2015.
A Europa, des del 2009, les millors pel·lícules estan nominades al premi PorYes cada dos anys.
L'artista feminista Jasmin Hagendorfer i el seu equip estan organitzant el Porn Film Festival de Viena, un esdeveniment dedicat als enfocaments feministes i queer de la pornografia.

## Documentals i pel·lícules
- Andrea Torrice (1990), Peril or Pleasure? Feminist-Produced Pornography.
- Becky Goldberg (2002), Hot and Bothered: Feminist Pornography.[37]
- Mia Engberg (2009) Dirty Diaries.[23]